# John Lodge
John Lodge (* 20. července 1945 Birmingham) je anglický baskytarista, zpěvák a hudební producent. V roce 1966 se stal členem v té době již dva roky aktivní skupiny The Moody Blues, v níž působí dodnes (2025). Kromě jejího prvního alba, které vzniklo před Lodgeovým příchodem, hrál na všech jejích albech. Coby producent spolupracoval na dvou albech se skupinou Trapeze – Trapeze a Medusa (1970). V roce 1974 nahrál (a následujícího roku vydal) společné album se svým spoluhráčem z The Moody Blues, zpěvákem a kytaristou Justinem Haywardem, album Blue Jays. V té době byla kapela The Moody Blues několik let neaktivní. V roce 1977 vydal Lodge své první sólové album nazvané Natural Avenue. Hráli na něm například kytarista Chris Spedding a bubeník Kenney Jones. O osmatřicet let později, v roce 2015, vydal svou druhou sólovou desku 10,000 Light Years Ago. Vedle jiných na ní opět hraje kytarista Chris Spedding.

## Sólová diskografie
- Natural Avenue (1977)
- 10,000 Light Years Ago (2015)